# یانگلیوکینگ
یانگلیوکینگ (به لاتین: Yangliuqing) یک شهرک در جمهوری خلق چین است که در Xiqing District واقع شده‌است. یانگلیوکینگ ۵ متر بالاتر از سطح دریا واقع شده‌است.